# Tarde para la ira
Tarde para la ira és un thriller espanyol dirigit per Raúl Arévalo. Va ser seleccionat per ser projectat en la secció Descobriment en el Festival Internacional de Cinema de Toronto de 2016.

## Argument
Madrid, agost de 2007. Curro entra a la presó després de participar en l'atracament a una joieria. Vuit anys després surt de la presó amb ganes d'emprendre una nova vida, al costat de la seva promesa Ana i el seu fill, però es trobarà amb una situació inesperada i a un desconegut, José, qui el portarà per rumbs no coneguts, propers a la venjança.

## Crítiques
A la web de RTVE, Esteban Ramón lloa l'òpera primera de Raúl Arévalo:
El crític Carlos Boyero, en diari El País, parla de "Pel·lícula amb olor i sabor, meritòria, amb un director que té clar el que vol narrar i ho explica bé."

## Repartiment
- Antonio de la Torre Martín (José)
- Luis Callejo (Curro)
- Alicia Rubio (Carmen)
- Ruth Díaz (Ana)
- Font García
- Raúl Jiménez (Juanjo)
- Chani Martín
- Alicia Rubio (Carmen)
- Manolo Solo (Triana)